# بیرن (آرکانزاس)
بیرن (به انگلیسی: Beirne) یک منطقهٔ مسکونی در ایالات متحده آمریکا است که در شهرستان کلارک، آرکانزاس واقع شده‌است. بیرن ۶۸ متر بالاتر از سطح دریا واقع شده‌است.